# Aske (албум)
Aske е първи мини (EP) албум на норвежката блек метъл група Burzum, записан е през август 1992 година и издаден на 10 март 1993 година от Deathlike Silence Productions. Времетраенето на албума е 20 минути и 02 секунди. На обложката му е изобразена снимка на изгорена църква.

## Състав
- Варг Викернес (Граф Гришнах) – вокали, китара, барабани
- Томас Хауген (Самот) – бас

## Песни
| 1.    | Stemmen Fra Tårnet              | 6:09  |
| 2.    | Dominus Sathanas (инструментал) | 3:02  |
| 3.    | A Lost Forgotten Sad Spirit     | 10:51 |
| 20:02 |                                 |       |